# یانسدورف
یانسدورف (به آلمانی: Jahnsdorf/Erzgeb.) یک شهر در آلمان است که در ارتسگبیرگسکرایس واقع شده‌است. یانسدورف ۵٬۹۶۳ نفر جمعیت دارد.